# Peter Clemens
Peter Clemens (* 9. Juli 1905 in Saarbrücken; † 21. November 1981) war ein deutscher CDU-Politiker im Saarland.

## Leben
Nach der Volksschule absolvierte Clemens eine Lehre in der Schlosserei. Er arbeitete ab 1926 bei der Saarbrücker Maschinenfabrik Ehrhard & Sehmer. Ab 1949 engagierte er sich im Betriebsrat des Unternehmens. Außerdem war er Vorsitzender des Hütten- und Metallarbeiterverbandes der Christlichen Gewerkschaften des Saarlands. Er gehörte 1955 zu den Gründern der CDU Saar. Er trat bei der Landtagswahl im Saarland 1955 an und gewann ein Mandat für die 3. Legislaturperiode (1956–1961).